# Nike Bent
Nike Lovisa Bent (Härjedalen, 1º dicembre 1981) è un'ex sciatrice alpina svedese.

## Biografia

### Stagioni 1997-2005
Specialista delle prove veloci originaria di Funäsdalen, Nike Bent esordì in gare internazionali il 17 dicembre 1996 a Klövsjö, in Svezia, disputando uno slalom gigante valido come gara FIS e piazzandosi 18ª. Debuttò in Coppa Europa il 10 dicembre 1998 a Sankt Sebastian nella mesedima specialità, senza qualificarsi per la seconda manche.
Nel 2000 prese parte ai Mondiali juniores del Québec, in Canada, ottenendo il 4º posto nella discesa libera; l'anno seguente disputò la sua prima gara di Coppa del Mondo, la discesa libera di Lenzerheide del 24 febbraio, non concludendo la gara. Il 14 gennaio 2005 a Megève nella medesima specialità ottenne il suo primo podio in Coppa Europa (2ª).

### Stagioni 2006-2010
Nella stagione 2005-2006, dopo aver colto il suo ultimo podio in Coppa Europa il 21 dicembre ad Außervillgraten (3ª in supergigante), colse il suo unico podio in Coppa del Mondo il 14 gennaio a Bad Kleinkirchheim, in Austria, quando giunse 2ª in discesa libera alle spalle della croata Janica Kostelić. Nella stessa stagione partecipò ai XX Giochi olimpici invernali di Torino 2006, sua unica presenza olimpica, ottenendo il 22º posto nella discesa libera, il 21º nel supergigante e il 14º nella combinata. Fu convocata per i Mondiali di Åre 2007, sua unica presenza iridata, dove ottenne il 6º posto nella discesa libera, l'8º nella supercombinata e non completò il supergigante.
Il prosieguo della carriera dell'atleta svedese non le portò però ulteriori soddisfazioni: una caduta nel dicembre 2007 e un infortunio nel febbraio 2008 caratterizzarono la stagione 2007-2008; nel 2008-2009 andò una sola volta a punti e questo causò la sua esclusione dalla squadra nazionale in maggio. Nell'ottobre seguente si infortunò nuovamente, questa volta ai crociati e al menisco, fatto che la costrinse a saltare tutta la stagione. I problemi di riabilitazione la portarono ad annunciare, nell'agosto 2010, il ritiro dall'attività agonistica dopo oltre un anno di inattività: la sua ultima gara di Coppa del Mondo fu il supergigante di Bansko del 1º marzo 2009 e l'ultima gara in carriera fu lo slalom speciale FIS disputato nel suo paese d'origine il 1º maggio seguente.

## Palmarès

### Coppa del Mondo
- Miglior piazzamento in classifica generale: 33ª nel 2006
- 1 podio (in discesa libera):
  - 1 secondo posto

### Coppa Europa
- Miglior piazzamento in classifica generale: 26ª nel 2005
- 3 podi:
  - 1 secondo posto
  - 2 terzi posti

### Campionati svedesi
- 6 ori (discesa libera, supergigante nel 2000; supergigante nel 2001; supergigante nel 2004; discesa libera, supergigante nel 2007)[2]
- 2 argenti (supergigante nel 2005; supergigante nel 2006)[3]